# Black Bird
Pour les articles homonymes, voir Blackbird.
Black Bird (ブラックバード, Burakku Bādo, littéralement « oiseau noir ») est un shōjo manga de Kanoko Sakurakoji, prépublié dans le magazine Betsucomi et publié par l'éditeur Shōgakukan en dix-huit volumes reliés sortis entre janvier 2007 et mars 2013. La version française a été éditée par Pika en dix-huit tomes sortis entre octobre 2010 et novembre 2013.
Le manga a été adapté en drama CD et en light novel,.

## Synopsis
Misao est une jeune fille qui depuis toute petite voit des démons de toutes sortes, qui prennent un malin plaisir à lui causer des ennuis, comme la faire tomber, lui tirer les cheveux et bien d'autres choses. Un enfant de son âge, qui vit à côté de chez elle, voit les démons lui aussi. Ce jeune garçon devient son premier amour, mais il disparait du jour au lendemain, en lui disant qu'il reviendra pour elle, un jour avant son seizième anniversaire. Un mystérieux jeune homme portant le nom de Kyo emménage dans la maison de ce garçon, en prétendant être celui-ci. Malheureusement, Misao ne se souvient de rien. Le lendemain du jour de ses seize ans, les démons qui la harcèlent sont particulièrement cruels. Elle apprend par un élève (démon lui aussi) que le jour de son anniversaire elle est devenue la « mariée des démons » : en effet, si un démon boit de son sang ou l'embrasse, cela lui redonne des forces, s'il la dévore, sa vie est prolongée et s'il fait d'elle sa femme il assure la prospérité de son clan. Kyo la sauve de ce démon et lui dit que lui aussi est là pour l'épouser.

## Personnages
Misao Harada (原田 実沙緒, Harada Misao)
Le personnage principal. C'est la senka, si un démon boit son sang, il prolonge sa durée de vie, s'il la mange il devient immortel et s'il se marie avec elle, il assure la prospérité de son clan. Enfant elle était amie avec un yokai qui lui a fait la promesse de se marier avec elle, malheureusement elle a perdu ses souvenirs de cette époque.
Kyou Usui (烏水 匡, Usui Kyō)
Un Tengu et le chef de son clan. Il a pris la place de son aîné de manière à pouvoir respecter la promesse d'enfance qu'il a faite à Misao de « revenir pour elle et d'en faire sa femme ». Il est plus vieux que Misao, l'auteur dit une vingtaine d'années, car il est professeur de mathématiques au lycée de son aimée, pour la protéger des autres démons. Kyô est à la fois sombre et charmeur, mais en réalité il aime passionnément Misao. Bien des personnes vont tenter de lui mettre des bâtons dans les roues pour qu'il perde sa place de chef de clan et la senka.

## Manga
Le manga est prépublié dans le magazine Betsucomi et publié par l'éditeur Shōgakukan en dix-huit volumes reliés sortis entre janvier 2007 et mars 2013. La version française a été éditée par Pika en dix-huit tomes sortis entre octobre 2010 et novembre 2013.
Le manga est édité en anglais par Viz Media en dix-huit volumes sortis entre août 2009 et mars 2014, après avoir été prépublié un temps dans le magazine Shojo Beat disparu en 2009. La série est également licenciée par Tong Li Publishing à Taïwan.

### Liste des volumes
| no | Japonais         | Japonais          | Français          | Français          |
| no | Date de sortie   | ISBN              | Date de sortie    | ISBN              |
| -- | ---------------- | ----------------- | ----------------- | ----------------- |
| 1  | 26 janvier 2007  | 978-4-09-130837-5 | 6 octobre 2010    | 978-2-8116-0356-4 |
| 2  | 26 juin 2007     | 978-4-09-131085-9 | 1er décembre 2010 | 978-2-8116-0391-5 |
| 3  | 26 octobre 2007  | 978-4-09-131300-3 | 2 février 2011    | 978-2-8116-0417-2 |
| 4  | 26 février 2008  | 978-4-09-131437-6 | 6 avril 2011      | 978-2-8116-0448-6 |
| 5  | 26 juin 2008     | 978-4-09-131649-3 | 1er juin 2011     | 978-2-8116-0486-8 |
| 6  | 24 octobre 2008  | 978-4-09-132130-5 | 17 août 2011      | 978-2-8116-0514-8 |
| 7  | 26 janvier 2009  | 978-4-09-132208-1 | 5 octobre 2011    | 978-2-8116-0543-8 |
| 8  | 26 mai 2009      | 978-4-09-132374-3 | 30 novembre 2011  | 978-2-8116-0579-7 |
| 9  | 26 novembre 2009 | 978-4-09-132728-4 | 1er février 2012  | 978-2-8116-0617-6 |
| 10 | 26 mars 2010     | 978-4-09-132728-4 | 4 avril 2012      | 978-2-8116-0658-9 |
| 11 | 26 juillet 2010  | 978-4-09-133387-2 | 30 mai 2012       | 978-2-8116-0702-9 |
| 12 | 26 novembre 2010 | 978-4-09-133508-1 | 15 août 2012      | 978-2-8116-0930-6 |
| 13 | 26 avril 2011    | 978-4-09-133789-4 | 3 octobre 2012    | 978-2-8116-0915-3 |
| 14 | 26 août 2011     | 978-4-09-134032-0 | 5 décembre 2012   | 978-2-8116-1017-3 |
| 15 | 26 janvier 2012  | 978-4-09-134299-7 | 30 janvier 2013   | 978-2-8116-1090-6 |
| 16 | 26 janvier 2012  | 978-4-09-134499-1 | 3 avril 2013      | 978-2-8116-1030-2 |
| 17 | 26 novembre 2012 | 978-4-09-134780-0 | 14 août 2013      | 978-2-8116-1208-5 |
| 18 | 26 mars 2013     | 978-4-09-135254-5 | 27 novembre 2013  | 978-2-8116-1295-5 |

## Drama CD
Nippon Columbia a sorti un drama CD le 21 janvier 2009.

## Light novel
La série a été adaptée en light novel sous le titre Black Bird - Missing-, sorti le 26 mars 2010  (ISBN 9784091332707).

## Distinctions
Le manga a été récompensé du prix Shōgakukan dans la catégorie « Shōjo » en 2009.

### Édition japonaise
Shōgakukan
1. 1 2  (ja) « Tome 1 »
2. 1 2  (ja) « Tome 2 »
3. 1 2  (ja) « Tome 3 »
4. 1 2  (ja) « Tome 4 »
5. 1 2  (ja) « Tome 5 »
6. 1 2  (ja) « Tome 6 »
7. 1 2  (ja) « Tome 7 »
8. 1 2  (ja) « Tome 8 »
9. 1 2  (ja) « Tome 9 »
10. 1 2  (ja) « Tome 10 »
11. 1 2  (ja) « Tome 11 »
12. 1 2  (ja) « Tome 12 »
13. 1 2  (ja) « Tome 13 »
14. 1 2  (ja) « Tome 14 »
15. 1 2  (ja) « Tome 15 »
16. 1 2  (ja) « Tome 16 »
17. 1 2  (ja) « Tome 17 »
18. 1 2  (ja) « Tome 18 »

### Édition française
Pika
1. 1 2  (fr) « Tome 1 »
2. 1 2  (fr) « Tome 2 »
3. 1 2  (fr) « Tome 3 »
4. 1 2  (fr) « Tome 4 »
5. 1 2  (fr) « Tome 5 »
6. 1 2  (fr) « Tome 6 »
7. 1 2  (fr) « Tome 7 »
8. 1 2  (fr) « Tome 8 »
9. 1 2  (fr) « Tome 9 »
10. 1 2  (fr) « Tome 10 »
11. 1 2  (fr) « Tome 11 »
12. 1 2  (fr) « Tome 12 »
13. 1 2  (fr) « Tome 13 »
14. 1 2  (fr) « Tome 14 »
15. 1 2  (fr) « Tome 15 »
16. 1 2  (fr) « Tome 16 »
17. 1 2  (fr) « Tome 17 »
18. 1 2  (fr) « Tome 18 »